# Lijst van voetbalinterlands Bangladesh - Burundi
Deze lijst van voetbalinterlands is een overzicht van alle officiële voetbalinterlands tussen de nationale teams van Bangladesh en Burundi. De landen hebben tot op heden een keer tegen elkaar gespeeld. De eerste ontmoeting, een vriendschappelijke wedstrijd, vond plaats op 23 januari 2020 in Dhaka.

## Wedstrijden
| № | Plaats | Datum           | Competitie        | Wedstrijd            | Uitslag |
| - | ------ | --------------- | ----------------- | -------------------- | ------- |
| 1 | Dhaka  | 23 januari 2020 | Vriendschappelijk | Burundi − Bangladesh | 3 − 0   |

## Samenvatting
| Competitie        | Totaal gespeeld | Winst Bangladesh | Gelijk | Winst Burundi | Doelsaldo Bangladesh – Burundi |
| ----------------- | --------------- | ---------------- | ------ | ------------- | ------------------------------ |
| Vriendschappelijk | 1               | 0                | 0      | 1             | 0 − 3                          |
| Totaal            | 1               | 0                | 0      | 1             | 0 − 3                          |

Wedstrijden bepaald door strafschoppen worden, in lijn met de FIFA, als een gelijkspel gerekend.
BFF · Bengaals vrouwenelftal
Afghanistan ·
Algerije ·
Australië ·
Bahrein ·
Bhutan ·
Bosnië en Herzegovina ·
Burundi ·
Cambodja ·
China ·
Filipijnen ·
Guam ·
Hongkong ·
India ·
Indonesië ·
Iran ·
Japan ·
Jemen ·
Joegoslavië ·
Jordanië ·
Kirgizië ·
Koeweit ·
Laos ·
Libanon ·
Macau ·
Malawi ·
Malediven ·
Maleisië ·
Mongolië ·
Myanmar ·
Nepal ·
Noord-Korea ·
Oezbekistan ·
Oman ·
Pakistan ·
Palestina ·
Qatar ·
Saoedi-Arabië ·
Seychellen ·
Singapore ·
Soedan ·
Sri Lanka ·
Syrië ·
Tadzjikistan ·
Taiwan ·
Thailand ·
Turkmenistan ·
Verenigde Arabische Emiraten ·
Vietnam ·
Zuid-Korea ·
Zuid-Vietnam
FFB · Burundees vrouwenelftal · Olympisch elftal
Interlands
Tegenstander:
Algerije ·
Angola ·
Bahrein ·
Bangladesh ·
Benin ·
Botswana ·
Burkina Faso ·
Centraal-Afrikaanse Republiek ·
Comoren ·
Congo-Brazzaville ·
Congo-Kinshasa ·
Djibouti ·
Egypte ·
Eritrea ·
Ethiopië ·
Gabon ·
Gambia ·
Ghana ·
Guinee ·
Indonesië ·
Ivoorkust ·
Kameroen ·
Kenia ·
Lesotho ·
Liberia ·
Madagaskar ·
Malawi ·
Mali ·
Marokko ·
Mauritanië ·
Mauritius ·
Myanmar ·
Namibië ·
Niger ·
Nigeria ·
Oeganda ·
Palestina ·
Rwanda ·
Senegal ·
Seychellen ·
Sierra Leone ·
Soedan ·
Somalië ·
Tanzania ·
Tunesië ·
Zambia ·
Zimbabwe ·
Zuid-Afrika ·
Zuid-Soedan